# Thita philippinensis
Thita philippinensis là một loài bọ cánh cứng trong họ Cerambycidae.